# Empoasca punena
Empoasca punena är en insektsart som beskrevs av Maria Amelia Torres 1960. Empoasca punena ingår i släktet Empoasca och familjen dvärgstritar. Inga underarter finns listade i Catalogue of Life.